# Nationalstadion in Warschau
Das Stadion Narodowy (deutsch Nationalstadion, seit 2021 auch Stadion Narodowy im. Kazimierza Górskiego, deutsch Kazimierz-Górski-Nationalstadion, seit Juli 2015 offiziell PGE Narodowy bzw. seit 2021 PGE Narodowy im. Kazimierza Górskiego) ist ein Fußballstadion in der polnischen Hauptstadt Warschau. Es wurde für die Fußball-Europameisterschaft 2012 erbaut. Der Bau ersetzte das Stadion Dziesięciolecia (deutsch Stadion des 10-Jahrestages). Die Sportstätte wird auch für Partien im Rugby und American Football sowie Konzerte genutzt und liegt verkehrsgünstig im Stadtteil Praga am Weichselufer gegenüber dem Warschauer Zentrum, mit guten Straßenbahn- und Zugverbindungen. Das Stadion verfügt über eine schließbare Zeltdachkonstruktion, wie man sie auch im Frankfurter Deutsche Bank Park und der Arena Națională in Bukarest vorfindet.
Mitte Juli 2015 wurde ein Vertrag mit dem polnischen Energieversorgungsunternehmen Polska Grupa Energetyczna (PGE) über den Sponsorennamen am Nationalstadion geschlossen. Damit nannten die Betreiber die Sportstätte PGE Narodowy. Der Kontrakt hatte ursprünglich eine Laufzeit bis zum 10. Oktober 2020 und soll eine Höhe von zwei bis vier Millionen Euro pro Jahr beinhalten. Bereits im Juni 2012 gab es einen Parlamentsbeschluss, den Namen des Stadions zu Ehren des polnischen Fußballspielers und Trainers Kazimierz Górski zu erweitern. Umgesetzt wurde dies aber erst zum 10. Oktober 2021. Seither heißt das Stadion PGE Narodowy im. Kazimierza Górskiego.

## Daten
Das Stadion verfügt über eine Kapazität von 58.580 Zuschauern. Der Baubeginn war 2009, die offizielle Eröffnung erfolgte am 29. Januar 2012. Neben dem Stadion wird auf dem Stadiongelände eine Sporthalle mit 20.000 Plätzen und ein Schwimmstadion mit 4.500 Plätzen gebaut. Generalplaner des Stadionneubaus ist ein deutsch-polnisches Konsortium aus den Architekturbüros JSK Architekci, Gerkan, Marg und Partner sowie dem Ingenieurbüro Schlaich Bergermann und Partner.
Weitere Daten:
- Stadion der höchsten Kategorie 4 (UEFA-Stadioninfrastruktur-Reglement)
- Baukosten von 1,915 Milliarden Złoty (ca. 465 Millionen Euro)[7]
- 58.145 Sitzplätze bei Fußballveranstaltungen
- 72.900 Plätze bei Konzertveranstaltungen
- 4.600 Premium-Sitzplätze
- 69 V.I.P.-Logen mit 800 Plätzen
- 106 behindertengerechte Plätze
- 900 Plätze für Medien
- Vier LED-Bildschirme mit einer Fläche von 200 m²
- Gesamtfläche im Gebäude 203.920 m²
- Parkplatzkapazität von 1.765 Stellplätzen
- 965 Sanitäranlagen (WC)
- Vier Restaurants
- Premium-Restaurant mit einer Fläche von 1.300 m² und in 40 m Höhe mit einem Panoramablick auf die Weichsel und die Altstadt von Warschau
- Fitnesscenter mit einer Fläche von 2.500 m²
- Rasenheizung

DachkonstruktionBei Bedarf kann die Dachkonstruktion komplett eingefahren werden. Es handelt sich um eine teilweise durchsichtige Struktur aus glasfaserverstärktem Gewebe mit einer Teflonbeschichtung. Es ist gegenüber Umwelteinflüssen wie Regen und starker Sonneneinstrahlung resistent und hält eine bis zu 18 cm dicke nasse Schneedecke aus. Hersteller ist die deutsche Firma Hightex GmbH.

## Bauarbeiten

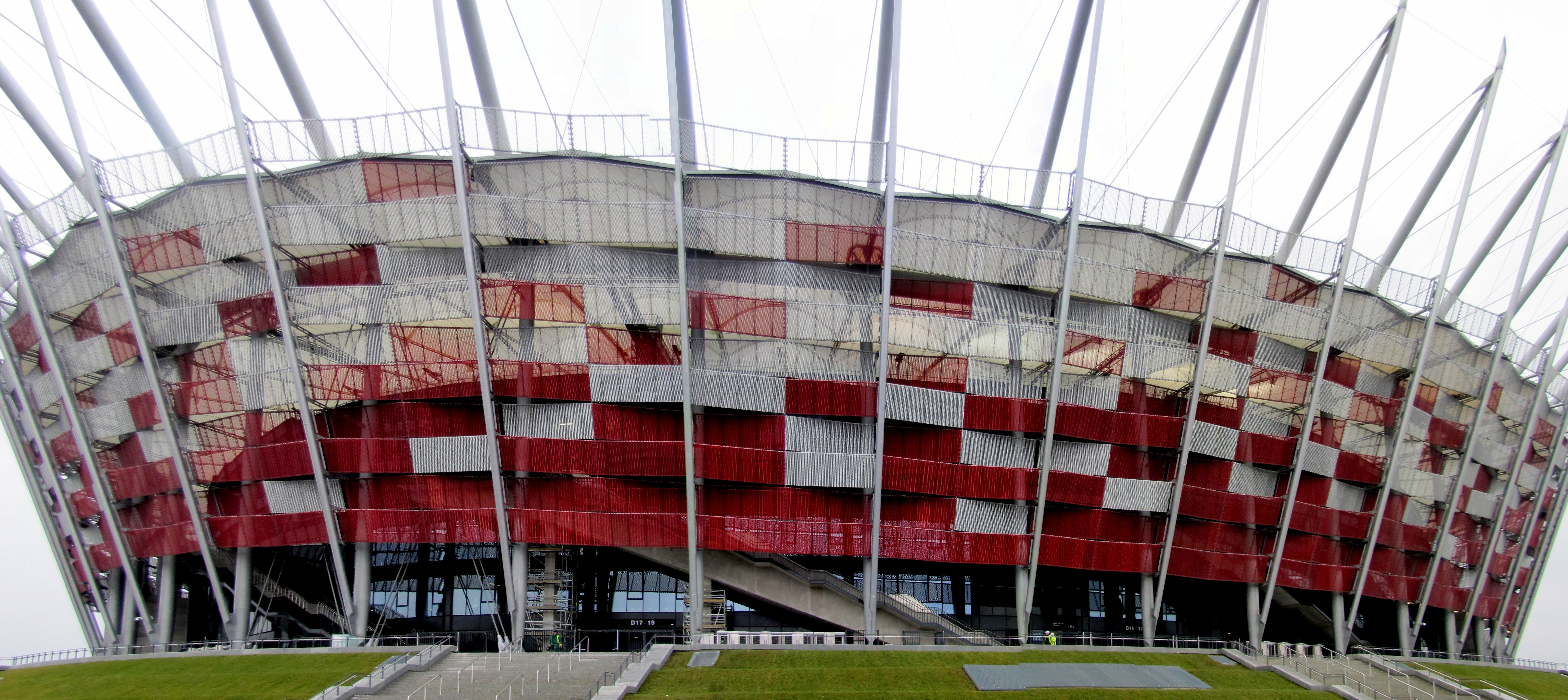
Fassade

Das alte Stadion wurde teilweise abgetragen, die Pfahlgründungen abgeschlossen. An der Ausschreibung für Hochbauarbeiten nahmen sechs Bewerber teil. Der Vertrag über die Erstellung von Hochbauarbeiten wurde am 4. Mai 2009 mit den Firmen Alpine-PBG SA und Hydrobudowa Polska SA zum Preis von 1,25 Milliarden Złoty unterzeichnet. Am 7. Oktober 2009 wurde der Grundstein feierlich gelegt. Danach wurde mit dem Betonieren von drei ersten Stockwerken begonnen. Auf dem Baugelände waren 1000 Bauarbeiter beschäftigt. Beim Betonieren von Deckenplatten wurden leere Behälter aus Kunststoff zwischen die Bewehrungsstäbe eingelegt, was zur Minderung des Gewichtes der Konstruktion beiträgt. Zehn der 19 Treppenhäuser wurden in Gleitschalungen betoniert, was den Vorgang bedeutend beschleunigte. Das erste 35 m hohe Treppenhaus wurde in nur 14 Tagen fertiggestellt, also mit einer Geschwindigkeit von 2 bis 3 m pro Tag. Ende April 2010 war die Stahlbetonkonstruktion des Stadions zu etwa 80 % fertig. Am 24. August 2010 wurden alle Betonbauarbeiten endgültig beendet.

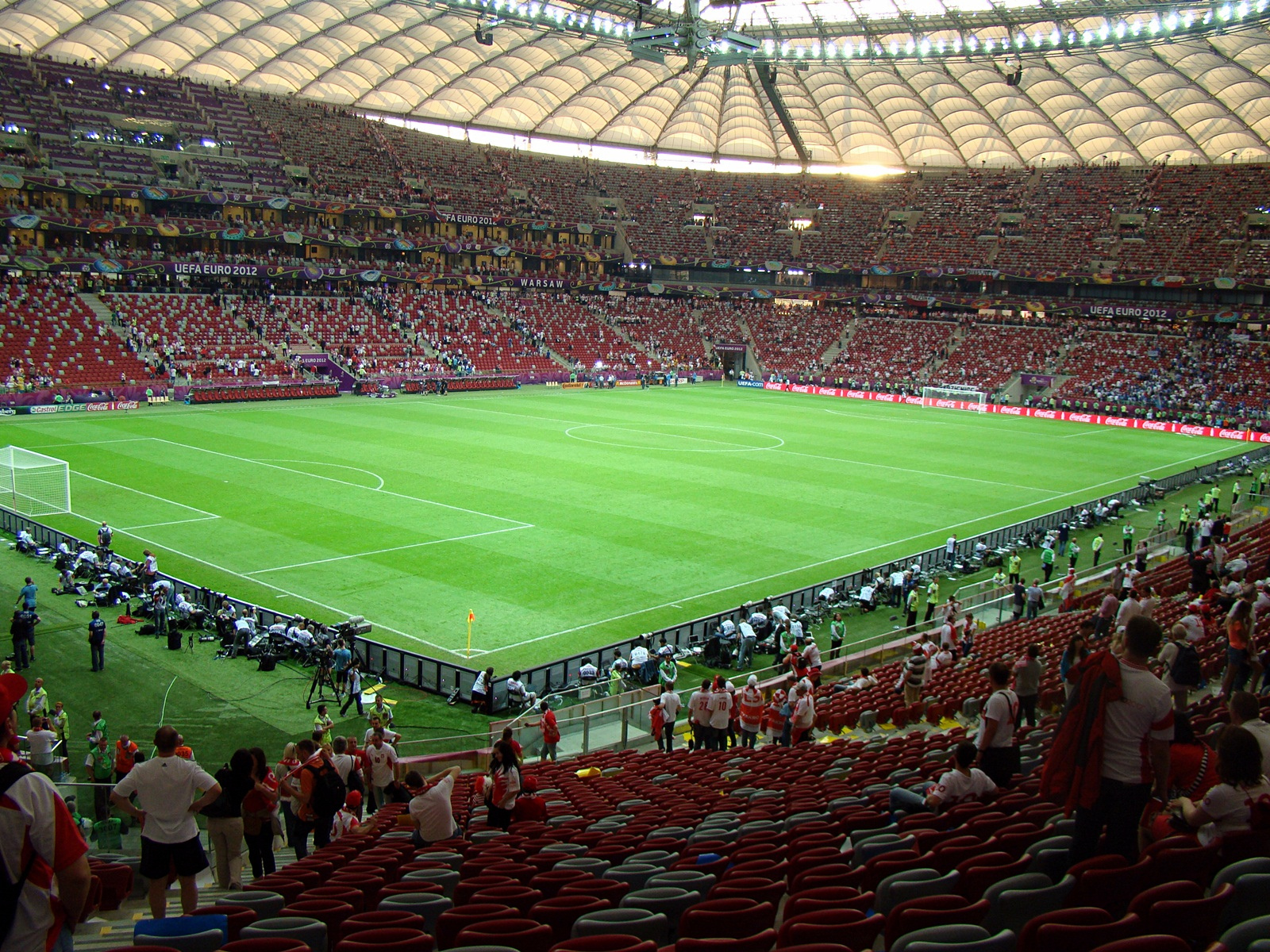
Der Stadioninnenraum

Es begann die Montage der Tragekonstruktion der Fassaden aus 32 m langen rohrförmigen Stützen, die aus Italien geliefert wurden. Im Oktober 2010 war die Montage der Stahlkonstruktion der Außenwände und der Stahlbetonkonstruktion der Tribünen fertiggestellt. Es blieben nur die Konstruktion des Hängedaches und die Ausbauarbeiten übrig. Das feste Membrandach ermöglicht freie Sicht und Wetterschutz für Zuschauer, ermöglicht gute Lichtverhältnisse für den Stadionrasen, aber auch für die Forderungen der Fernsehübertragung in HDTV. Das Dach wird durch radiale Seilsystem gehalten und umfasst 55.000 m² PTFE-beschichtetes Glasgewebe. Das verfahrbare Innendach besteht aus einem flexible, transluzenten PVC-beschichteten Polyestergewebe. Dieses 11.000 m² große Innendach muss häufiges Falten, Verfahren und eine Schneelast für Spiele im Winter aushalten. Das „Speichenrad“-Tragwerk des Daches besteht aus 72 radialen Seilbindern mit einem Gewicht des Stahles von 12.000 Tonnen. Das feste Membrandach hat so 72 Haupt- und 72 Nebenfelder und die 20.000 m² PTFE-beschichtetes Glasfasergewebe der Fassade mit Streckpanelen ist in den polnischen Nationalfarben weiß/rot ausgeführt.
Ende Mai 2011 wurden Konstruktionsfehler der Treppen bekannt. Dadurch verzögerte sich die Fertigstellung weiter bis Januar 2012. Vor der Eröffnung war ein Test-Länderspiel zwischen Polen und Deutschland am 6. September 2011 vereinbart. Dieser Termin konnte aber nicht gehalten werden und das Spiel wurde nach Danzig in die PGE Arena Gdańsk verlegt.

## Eröffnung
Am 29. Januar 2012 wurde das Stadion eröffnet.
Imtech erhielt 2010 den Zuschlag für die Technologien im Nationalstadion. Im Januar 2015 wurden gegenüber Imtech 131 Millionen Euro von PBG gefordert für entstandenen Reparaturbedarf sowie Vertragsstrafen für die Verzögerung und die Verletzung von Sicherheitsstandards.
Im Oktober 2021 verlängerte der Stadionbetreiber PL.2012+ mit der PGE Polska Grupa Energetyczna den Sponsoringvertrag um fünf Jahre.

## Veranstaltungen

### Fußball-Europameisterschaft 2012
Während der Europameisterschaft wurden in dem Stadion insgesamt fünf Spiele ausgetragen. Darunter befanden sich das Eröffnungsspiel sowie jeweils ein Viertel- und ein Halbfinale.
| Datum         | Runde         | Heim         | Gast         | Ergebnis  |
| ------------- | ------------- | ------------ | ------------ | --------- |
| 8. Juni 2012  | Vorrunde      | Polen        | Griechenland | 1:1 (1:0) |
| 12. Juni 2012 | Vorrunde      | Polen        | Russland     | 1:1 (0:1) |
| 16. Juni 2012 | Vorrunde      | Griechenland | Russland     | 1:0 (1:0) |
| 21. Juni 2012 | Viertelfinale | Tschechien   | Portugal     | 0:1 (0:0) |
| 28. Juni 2012 | Halbfinale    | Deutschland  | Italien      | 1:2 (0:2) |

### American Football
Am 15. Juli 2012 wurde im Stadion das NAC VII SuperFinał (auch Polish Bowl), das Finale der polnischen American-Football-Liga PLFA, ausgetragen. Vor 23.000 Zuschauern besiegten die Seahawks Gdynia die Warsaw Eagles mit 52:37 (12:7, 20:17, 13:6, 7:7) Punkten. Die Zuschauerzahl bedeutete Besucherrekord für ein American-Football-Spiel in Polen. Seitdem wird die Veranstaltung jedes Jahr in Warschau abgehalten. Des Weiteren finden die meisten Länderspiele der polnischen American-Football-Nationalmannschaft in dem Stadion statt.

### Weltklimakonferenz
Im November 2013 fand im Stadion die UNFCCC-Klimakonferenz COP 19/CMP 9 statt, nachdem die Spielfläche zu einem Kongresszentrum umgebaut worden war, das Platz für drei große Konferenzräume bot. Die Logen des Stadions wurde als kleinere Versammlungs- und Delegationsräume genutzt.

### Volleyball-Weltmeisterschaft der Männer 2014
Am 30. August fand das Eröffnungsspiel der Volleyball-Weltmeisterschaft der Männer 2014 im Stadion unter verschlossenem Dach statt. Vor 62.000 Zuschauer gewann die polnische Nationalmannschaft gegen Serbien mit 3:0. Dabei wurde ein Rekord für die meisten Zuschauer bei einem Volleyballspiel aufgestellt.

### UEFA Europa League
Am 23. Mai 2013 wurde bekannt gegeben, dass das Endspiel der UEFA Europa League 2014/15 im Frühjahr 2015 in Warschau stattfinden wird.
| Datum        | 1. Finalist           | 2. Finalist | Ergebnis  |
| ------------ | --------------------- | ----------- | --------- |
| 27. Mai 2015 | Dnipro Dnipropetrowsk | FC Sevilla  | 2:3 (2:2) |

### Speedway-WM Grand Prix
Seit 2015 wird im Nationalstadion von Warschau im Rahmen der Speedway-Einzel-WM der WM-Grand Prix von Polen ausgefahren.

### Kleinwindkraft-Vergleich
Im Oktober 2021 wurden die kontrollierten Bedingungen in der geschlossenen Halle genutzt für einen Vergleichstest von zehn kleinen Windgenerator-Konzepten die mit Ventilatoren angetrieben wurden, ähnlich wie sie bei Differenzdruck-Messverfahren („Blower-Door-Test“) verwendet werden.
Zudem wird das jährliche „Wissenschafts-Picknick“ (Piknik Naukowy) von Polskie Radio und Wissenschaftszentrum Kopernikus seit 2013 im Stadion veranstaltet.

### UEFA Super Cup 2024
Am 14. August 2024 soll der UEFA Super Cup im Nationalstadion ausgetragen werden. Dies gab die UEFA am 26. September 2023 bekannt.

## Pläne für eine Mehrzweckhalle
Im Juni 2024 veröffentlichte die Stadt Warschau in Person der Vizepräsidentin Renata Kaznowska sowie des Sport- und Tourismusministers Sławomir Nitras Pläne für den Bau einer großen Mehrzweckhalle mit 22.000 Plätzen. Das Bauprojekt soll auf dem Gelände des Nationalstadions umgesetzt werden. Warschau sei die einzige Hauptstadt Europas, die keine große Veranstaltungshalle besitzt, so Kaznowska. Die veraltete Hala Torwar bietet nur 4800 Plätze. Die Hala Skra wird renoviert und bietet danach auch nur 6000 Plätze. Als Vorbild in Polen sieht der Sport- und Tourismusminister die 2014 eröffnete Tauron Arena in Krakau mit rund 15.000 Sitzplätzen. Zunächst müsste das Gelände vom Ministerium für Kultur und nationales Erbe an das Ministerium für Sport und Tourismus übertragen werden. Dies soll im Juli des Jahres geschehen. Ursprünglich war das Land von der ehemaligen Regierungspartei Prawo i Sprawiedliwość (PiS) als Standort für ein Museum für Technik und Natur vorgesehen. Nach Schätzungen soll die Beschaffung aller relevanten Genehmigungen zwei Jahre dauern. Der Bau selbst soll noch einmal drei Jahre in Anspruch nehmen. Nach Angaben von Nitras wird die Finanzierung des 350 Mio. Euro (1,5 Mrd. Złoty) wahrscheinlich durch eine Öffentlich-private Partnerschaft (ÖPP) oder eine vom Schatzamt gegründete Zweckgesellschaft umgesetzt. Ein Gesetzesentwurf zur Finanzierung wurde bereits vorbereitet.

## Galerie

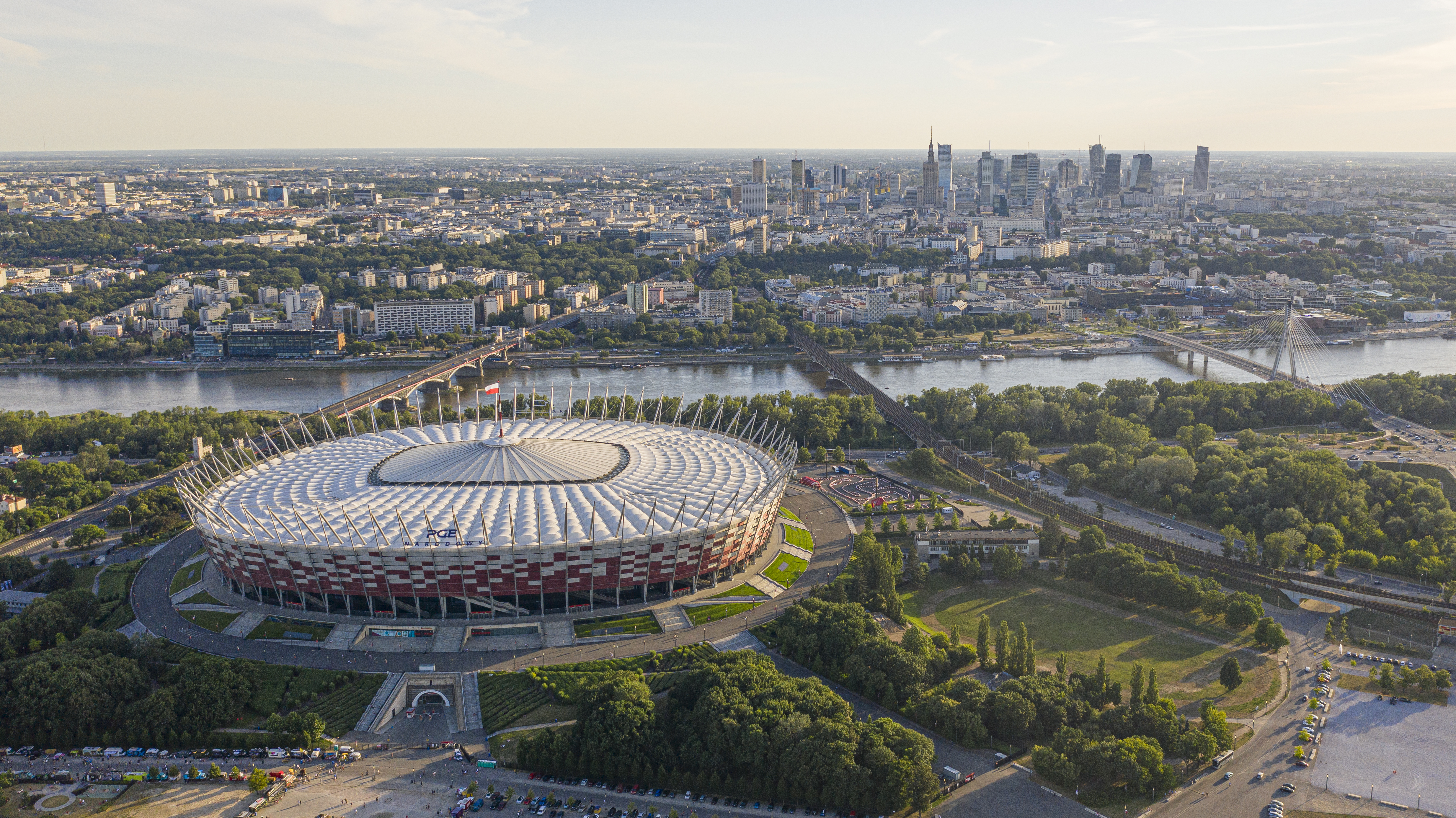
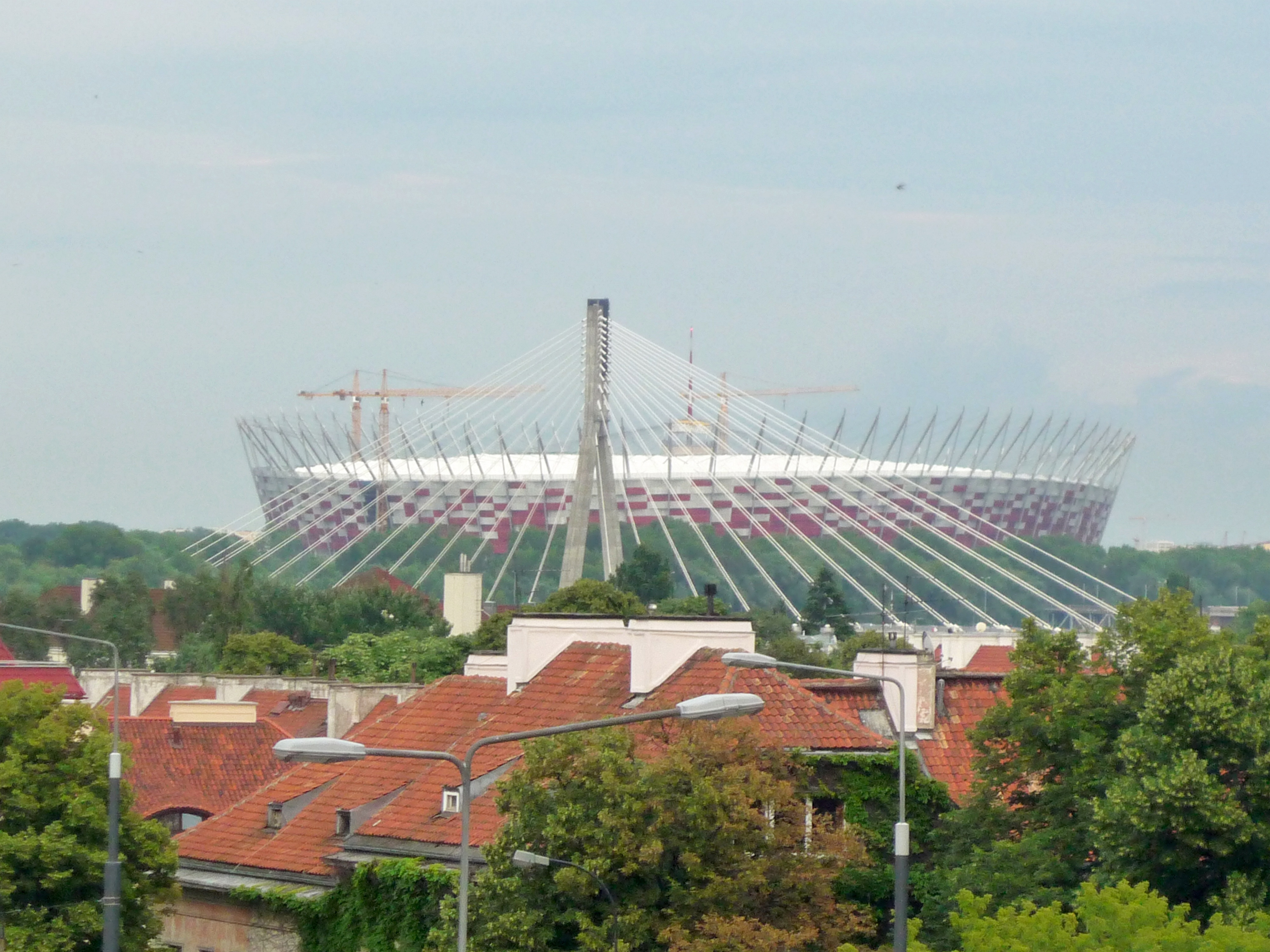
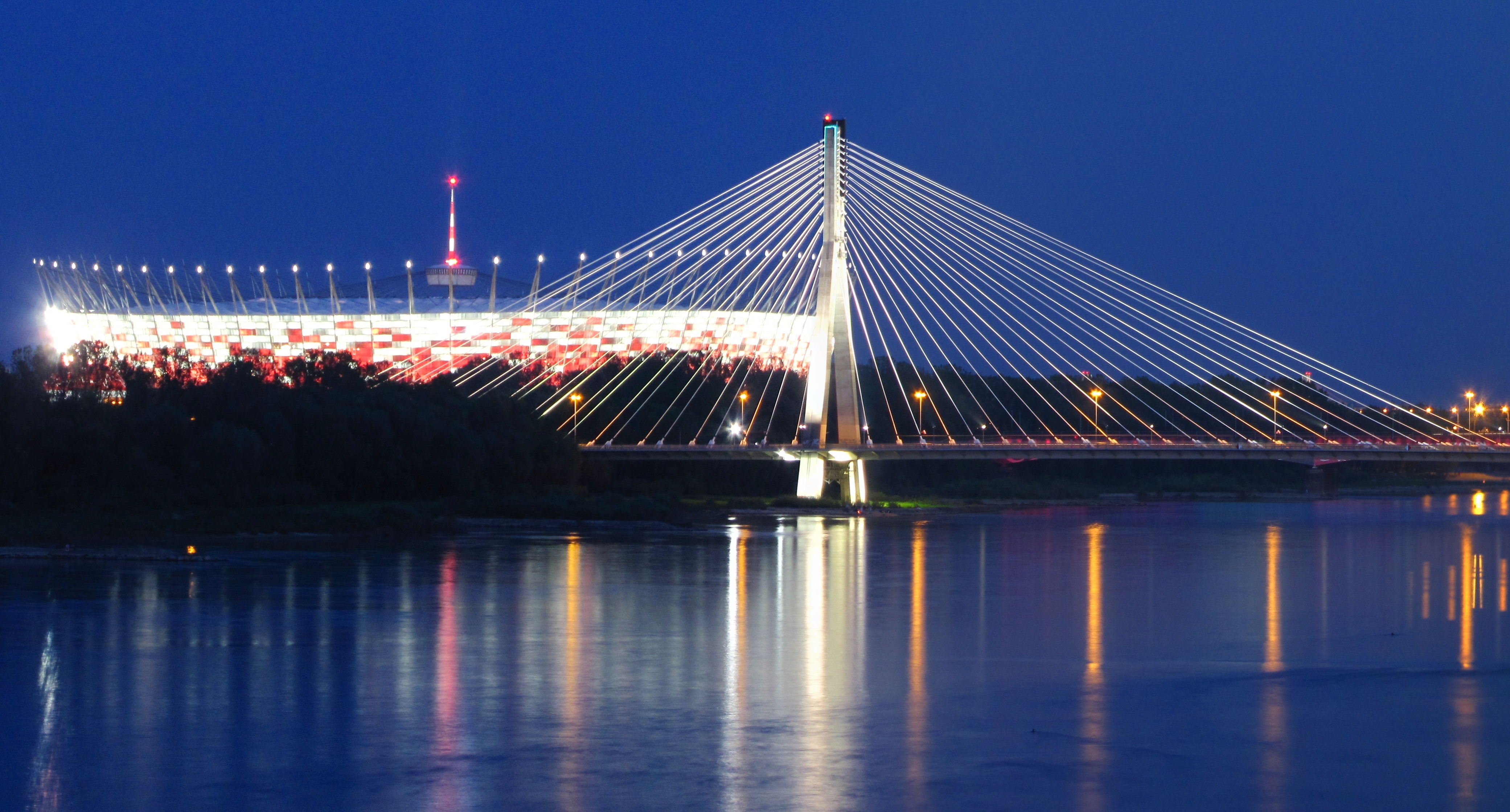
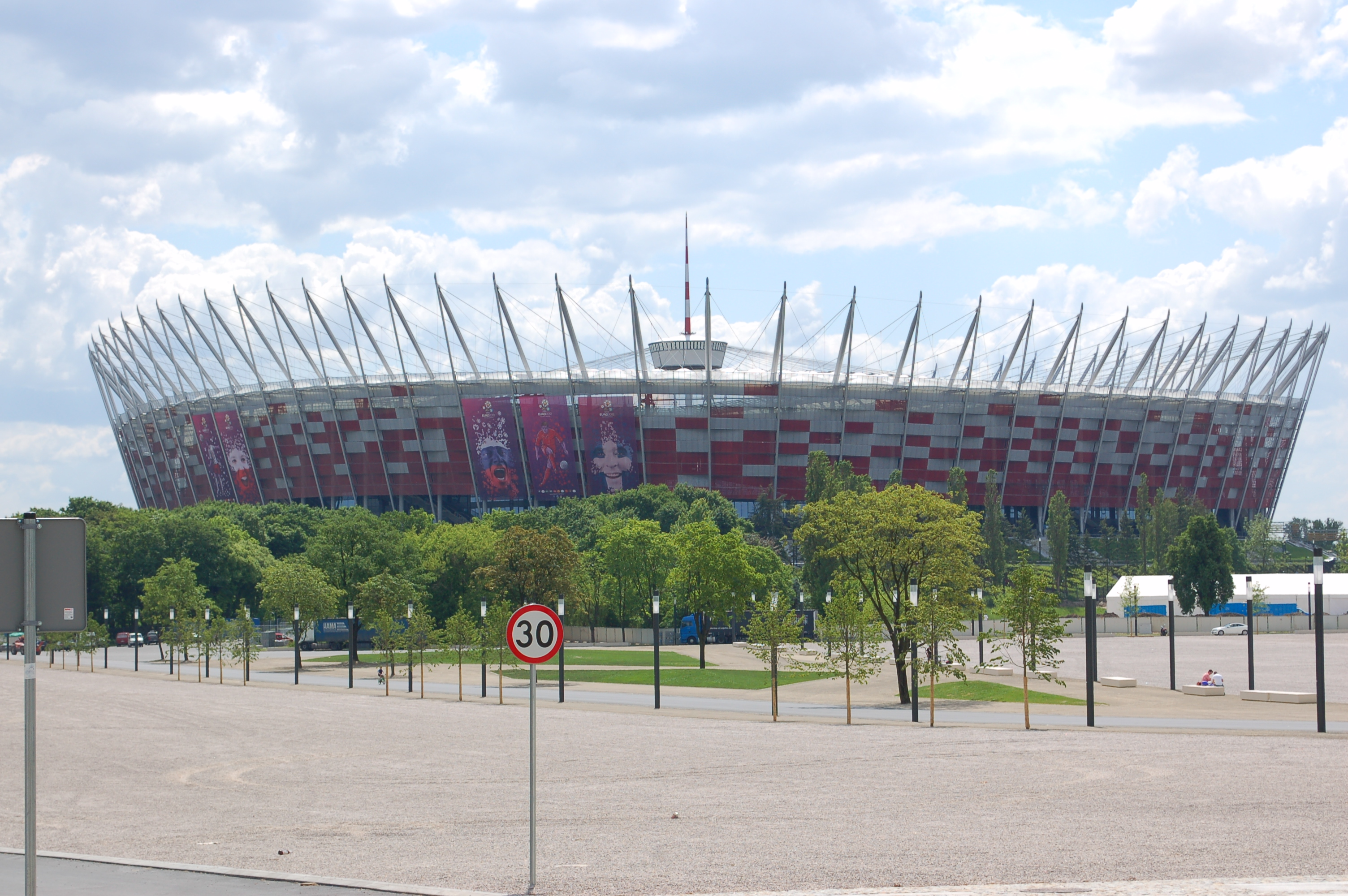
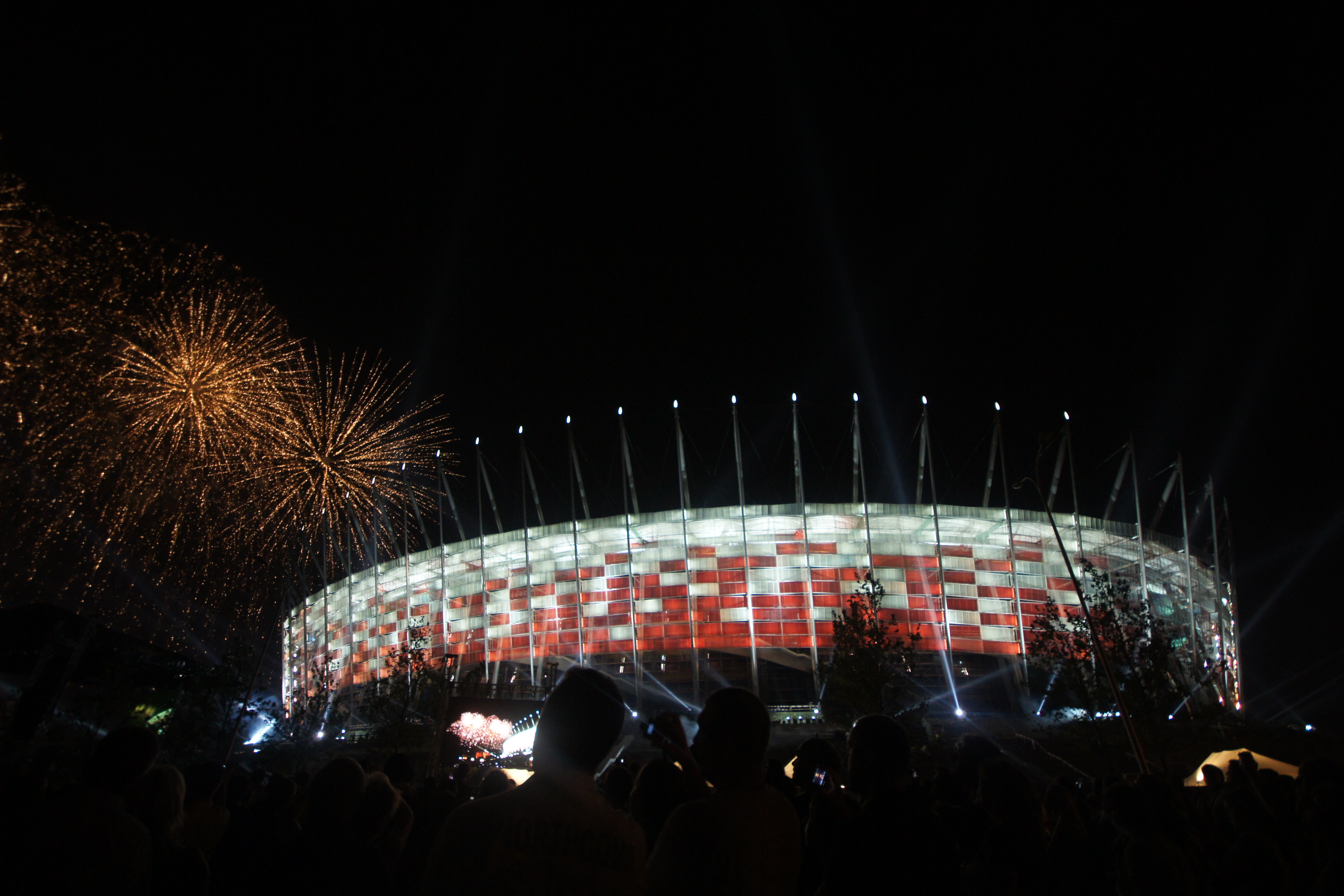
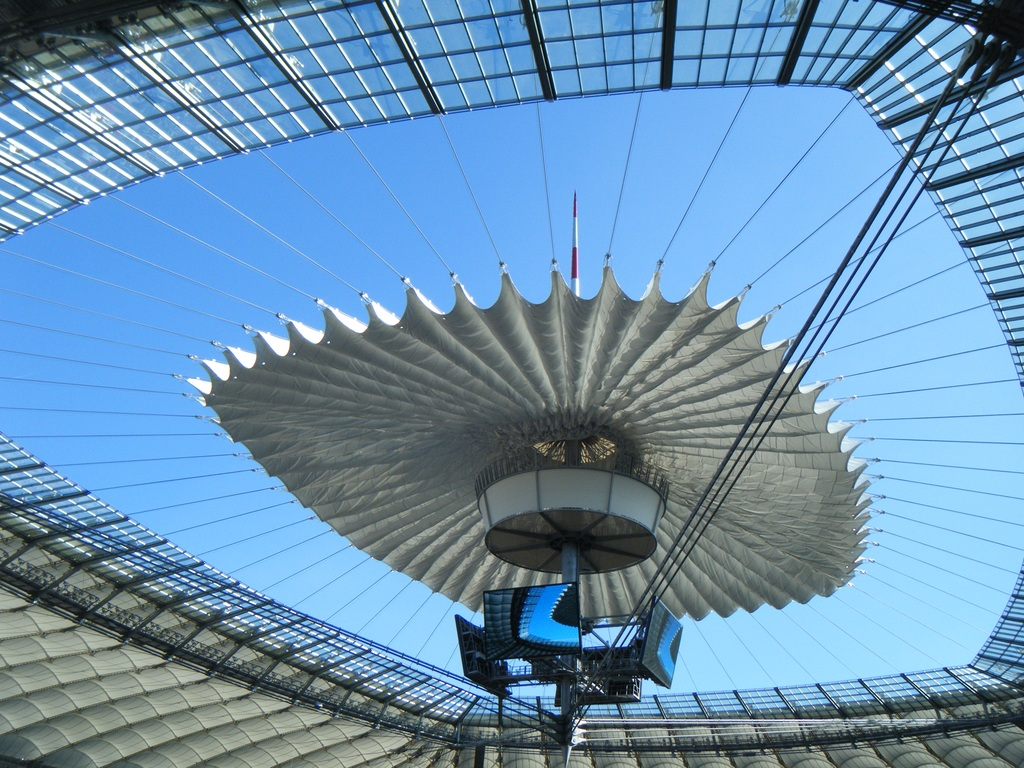
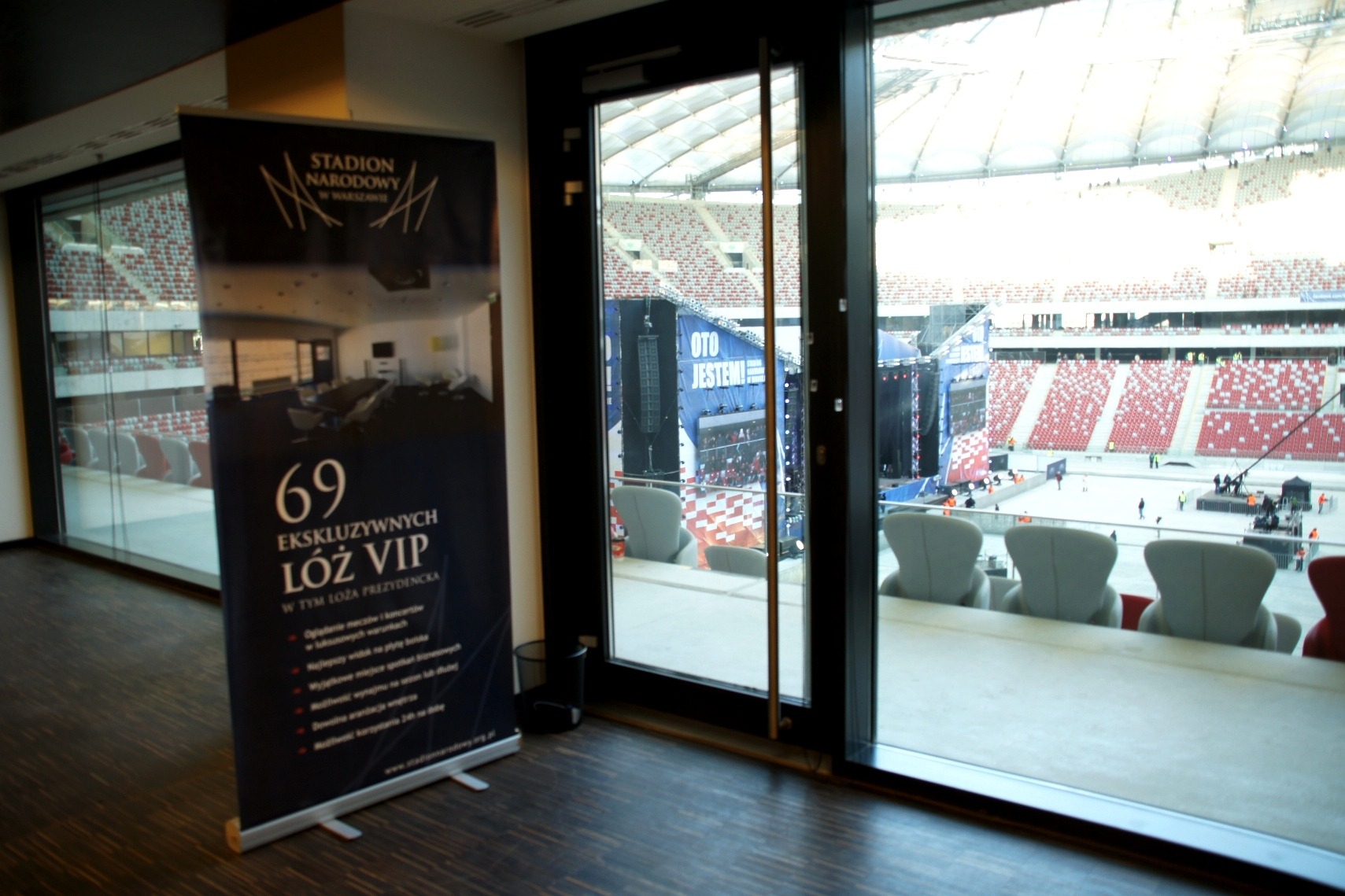
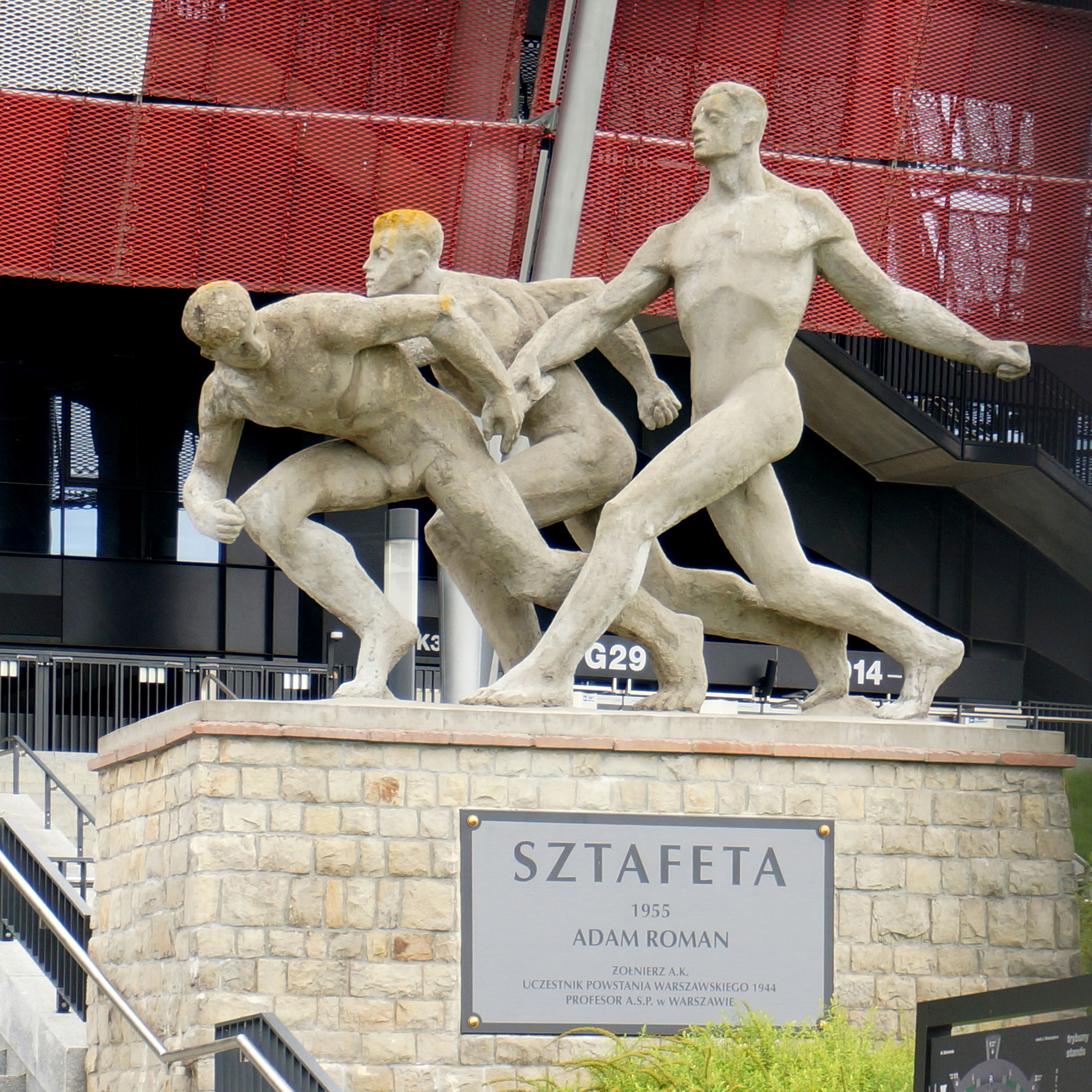
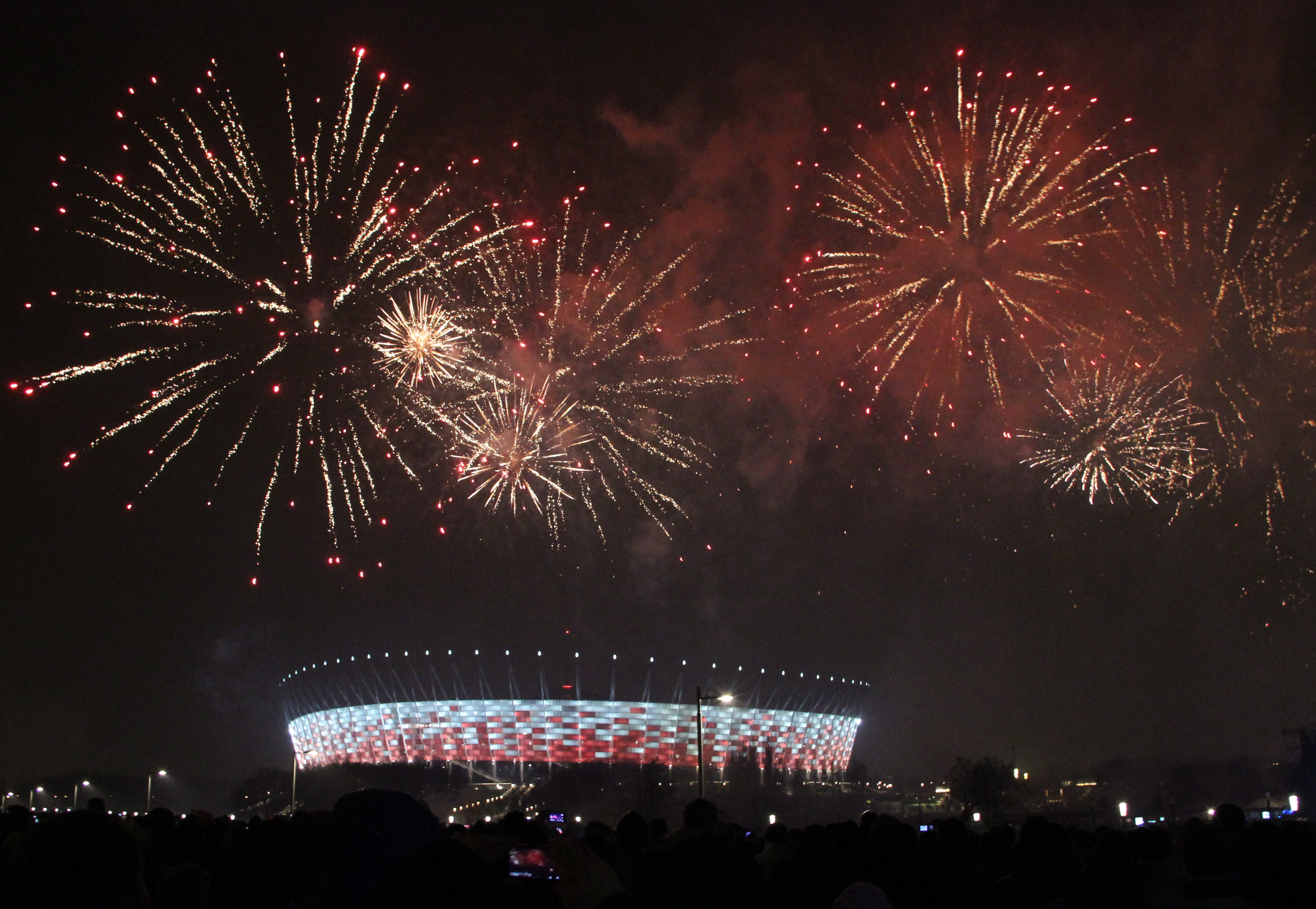
Silvester 2014
- Lichterspiel bei Nacht
Logo bis 2015